# Пеноза
Пеноза (нидерл. Penoza) — нидерландский детективный телесериал о женщине, пробивающей путь в преступном мире. Название сериала происходит от нидерл. penoze, преступный мир, от ивр. פרנסה‎ через идиш и северонидерландский воровской жаргон.
Первый сезон сериала вышел в 2010 году, второй — в 2012—2013, третий — в 2013, четвёртый планируется на 2015 год. Финальный эпизод третьего сезона посмотрело более миллиона телезрителей. «Penoza» была не только признана лучшим нидерландским детективным сериалом 2002—2012 годов, но и принесла награды исполнительнице главной роли Моник Хендрикс.
Сериал «Penoza» был показан в Бельгии, по его мотивам вышла книга, американский канал ABC выпустил ремейк «Красная вдова», польский ремейк вышел под названием Krew Z Krwi., аналогичный ремейк планируется и в России.